# Grande Action
Pour le cinéma, voir Grand Action.

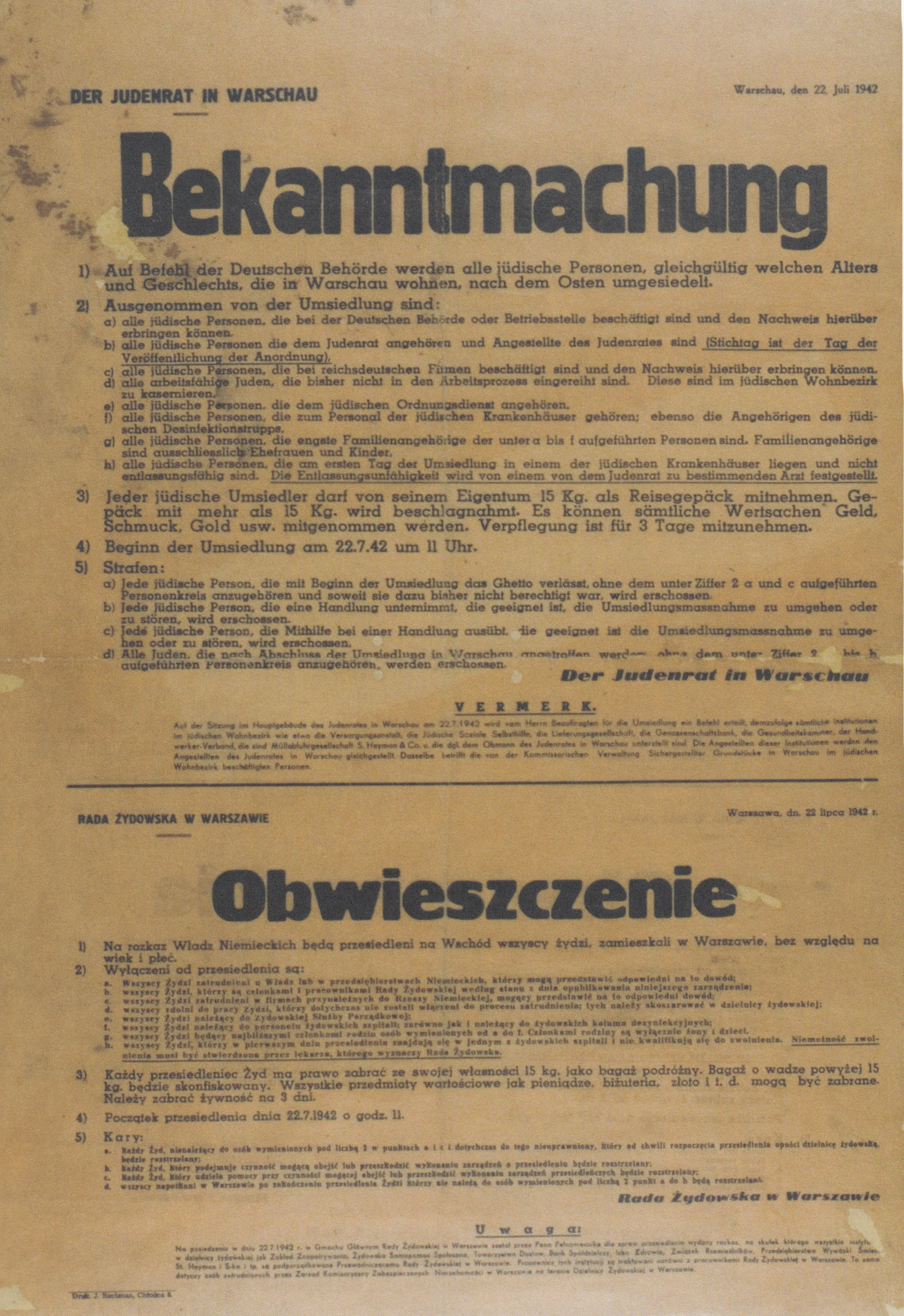
Une annonce du Judenrat du 22 juillet 1942, qui marque le début de la Grande Action.

La Grande Action (Grossaktion Warschau) est une action de liquidation du ghetto de Varsovie, sous la forme d'une extermination massive de ses habitants, menée du 22 juillet au 21 septembre 1942. Elle fait partie de l’Aktion Reinhard.

## Déroulement
Le 22 juillet 1942 à 10 h du matin, le chef de l’état-major spécial de l’Aktion Reinhard, SS-Sturmbannführer Hermann Höfle informe Adam Czerniaków, le président du conseil juif Judenrat que les « réinstallations à l’est » commencent. 
Les fonctionnaires du service d’ordre juif participent activement aux opérations. Les Juifs sont rassemblés sur l’Umschlagplatz, d’où ils sont déportés au centre d'extermination de Treblinka.
En août 1942, quand les premiers fugitifs de Treblinka arrivent à Varsovie, il devient évident que les déportations ne visent pas la réinstallation, mais l’extermination. 
Lors de l’étape finale de l’action, du 3 au 11 septembre, entre les rues Smocza, Gęsia, Zamenhofa, Szczęścliwa et la place Parysowski, les nazis rassemblent environ cent mille habitants du ghetto (le « chaudron de la rue Miła » ou le « chaudron de la rue Niska » ; en polonais : „kocioł na Miłej”, „kocioł na Niskiej”). À la suite de la sélection, 32 000 personnes sont autorisées à rester dans le ghetto, 2 600 sont fusillées et plus de 54 000 sont déportées au centre d'extermination de Treblinka. 
Le dernier jour de la Grande Action, le 21 septembre, est le jour de la fête juive Yom Kippour. Le nombre des fonctionnaires du service d’ordre juif est réduit de 2 400 à 380 : de nombreux policiers sont en effet emmenés sur l’Umschlagplatz avec leurs familles, d'où ils sont envoyés à Treblinka. 

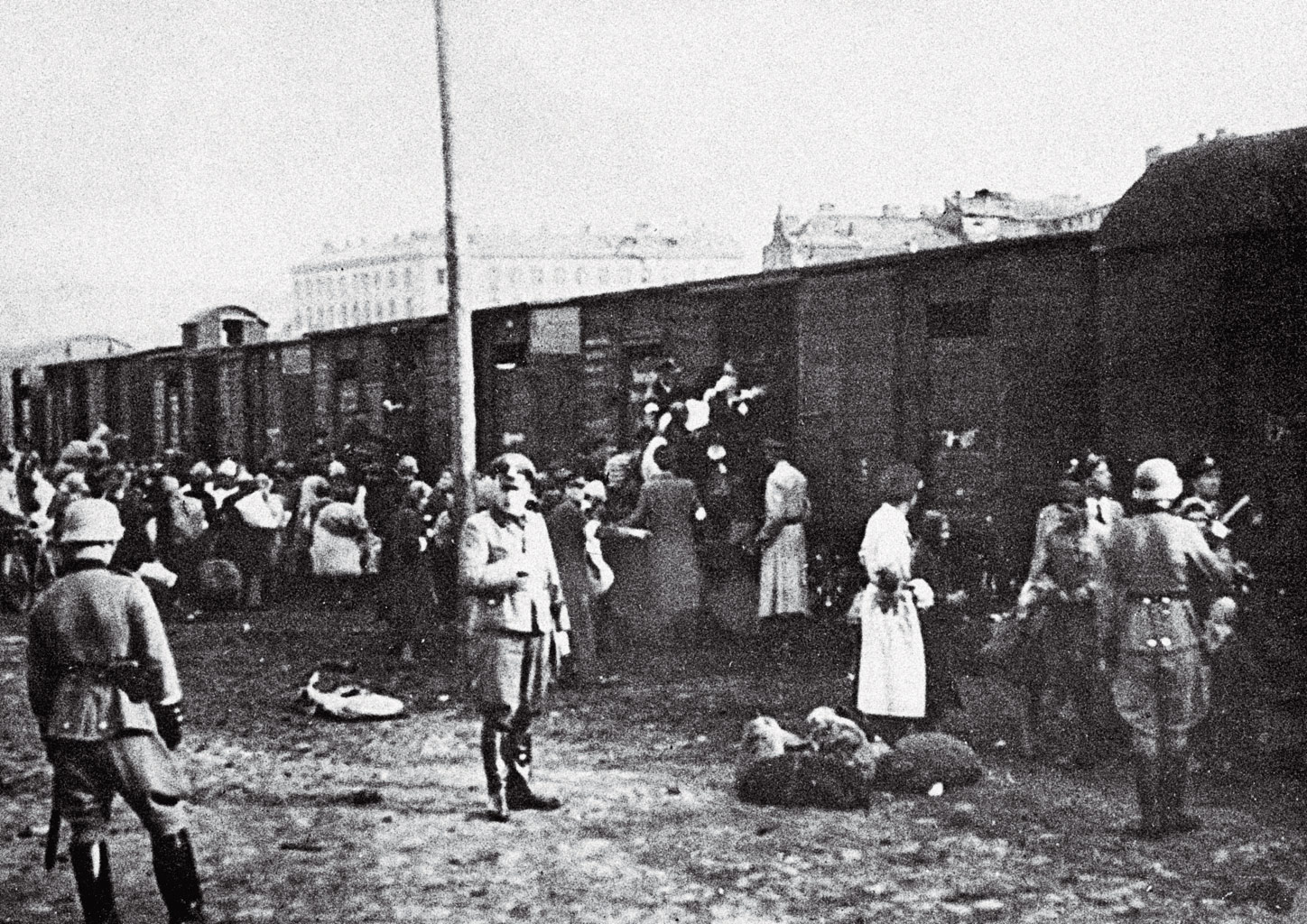
Les Juifs chargés dans les trains sur l’Umschlagplatz.

Pendant l’action, les nazis déportent environ 265 000 Juifs. Environ dix mille personnes sont tuées sur place et à peu près 70 000 personnes demeurent dans le ghetto (légalement ou illégalement). Environ 75 % des habitants sont transportés à Treblinka. En conséquence, l’étendue du ghetto est réduite aux terrains occupés par des usines (appelés en polonais « szopy »), dans la partie nord du ghetto et aux environs de la rue Pańska.